# Кодиров, Нияз
Нияз Кодиров — советский хозяйственный, государственный и политический деятель, Герой Социалистического Труда.

## Биография
Родился в 1920 году в Фаришском районе Самаркандской области. Член КПСС с 1954 года.
С 1933 года — на хозяйственной, общественной и политической работе. В 1933—1980 гг. — артельщик артели «Красный партизан» Гиждуванского района Бухарской области, начальник артели имени Чкалова в городе Бухаре, звеньевой, бригадир колхоза имени Максима Горького Ворошиловского района Сырдарьинской области.
Указом Президиума Верховного Совета СССР от 20 февраля 1978 года присвоено звание Героя Социалистического Труда с вручением ордена Ленина и золотой медали «Серп и Молот».
Умер после 1980 года.